# HAM-Nat
Der Hamburger Naturwissenschaftstest (HAM-Nat) ist ein Studierfähigkeitstest bzw. mathematisch-naturwissenschaftlicher Multiple Choice Test für medizinische Studiengänge in Deutschland, der 2008 am Universitätsklinikum Hamburg-Eppendorf entwickelt wurde.
Der HAM-Nat ist Bestandteil des Auswahlverfahrens der Hochschulen (AdH) und der Zusätzlichen Eignungsquote (ZEQ) von gegenwärtig (Dezember 2020) drei Universitäten: Universität Hamburg (Humanmedizin, Zahnmedizin und Pharmazie), Universität Greifswald (Pharmazie) und der Universität Magdeburg (Humanmedizin). Über das Auswahlverfahren der Hochschulen werden insgesamt 60 % der Studienplätze vergeben (Stand 2020 und 2021).
Der HAM-Nat prüft anhand von Multiple-Choice-Fragen medizinisch relevantes Wissen der Fächer Mathematik, Physik, Chemie und Biologie auf Schulniveau ab. Zudem enthält der Test Aufgaben zum logischen Denken. Die Themen sind in einem Themenkatalog zusammengefasst. Der Unterschied zu den Abiturnoten, in welche die Beherrschung naturwissenschaftlicher Inhalte ebenfalls einfließt, ist die Vergleichbarkeit der Ergebnisse und die Unabhängigkeit von Benotungsmaßstäben unterschiedlicher Bundesländer oder Schultypen. Tatsächlich korrelieren die HAM-Nat-Ergebnisse nur wenig mit den Abiturnoten und in Studien hat sich außerdem gezeigt, dass der HAM-Nat den Studienerfolg in den ersten Semestern besser vorhersagen kann als die Abiturnote.
Der etwa dreistündige Test wird an allen drei Universitäten gleichzeitig Mitte März abgehalten. Anmelden kann sich jeder, unabhängig von der Abiturnote. Der Anmeldezeitraum beginnt im Dezember des Vorjahres und endet am 15. Januar. Spätere Anmeldungen werden nicht mehr berücksichtigt.
Für das Auswahlverfahren zum Studium der Humanmedizin wurde an der Universität Hamburg zudem der Situational Judgement Test eingeführt, der gleichzeitig mit dem HAM-Nat geschrieben wird und mit einem geringeren Anteil mit in die Wertung einbezogen wird. Der HAM-SJT erfasst soziale Kompetenzen.
Im Auswahlverfahren für die Zahnmedizin wird zusätzlich ein Test zum räumlichen Vorstellungsvermögen eingesetzt (HAM-MRT), der zusammen mit dem HAM-Nat geschrieben wird.

## Testaufbau
Die reine Testzeit für den Naturwissenschaftsteil des HAM-Nat betrug im Jahr 2020 90 Minuten, in denen 60 Multiple-Choice-Aufgaben beantwortet und die Antworten auf ein Lösungsblatt übertragen werden mussten. Die beiden Testteile zum schlussfolgernden Denken als Teil der fluiden Intelligenz (Arithmetisches Problemlösen und Relationales Schließen) umfassten im Jahr 2020 jeweils 16 Aufgaben, für deren Bearbeitung jeweils 15 Minuten zur Verfügung standen. Wichtig war hierbei, dass es bei diesen beiden Testteilen nicht erlaubt war, sich beim Lösen der Aufgaben Notizen zu machen.
Die reine Testzeit kann abhängig von der Zahl der Aufgaben jedoch von Jahr zu Jahr variieren.
Es werden die vier naturwissenschaftlichen Fächer Biologie, Chemie, Mathematik und Physik mittels MC-Fragen geprüft. Der aktuelle Themenkatalog ist auf der Internetseite des Universitätsklinikums Hamburg-Eppendorf verlinkt. Der Themenkatalog ist für alle drei Universitäten identisch. Auf dem Online-Lerncampus viaMint finden sich Lernmodule zur Vorbereitung und originale HAM-Nat Aufgaben.
Als Wissenstest ist der HAM-Nat trainierbar und der dabei erworbene Wissensstand ist außerdem nützlich für das zukünftige Studium. Da auch sehr intensives Training oder Vorwissen aus früheren Ausbildungen zu einem hohen Wissensstand beitragen können, ist eine Aussage über zugrundeliegende Fähigkeiten nur indirekt möglich. Andere Studierfähigkeitstests messen direkt die kognitiven Funktionen, die zu den Anforderungen eines Studiums gehören (z. B. Test für Medizinische Studiengänge) und sagen stärker die Fähigkeit voraus, sich neues Wissen im Studium anzueignen. Die gemessenen Wissensinhalte fließen gleichfalls in die Abiturnote ein, die bei der Zulassung mitberücksichtigt wird. Der Wissenstest stellt dabei eine bessere Vergleichbarkeit her, indem z. B. Benotungsunterschiede nach Regionen oder Schultypen nicht einfließen.
Die Teilnahmegebühr für den HAM-Nat beträgt im Jahr 2022 75 Euro.

## Themenkatalog 2020
Es wurden folgende Wissensbereiche abgefragt:
- Logisches Denken (verbal, numeral, figural): Relationales Schließen, Arithmetisches Problemlösen, Figurale Matrizen
- Mathematik: Zehnerpotenzen und Präfixe Grundrechenarten, Logarithmus, Prozentrechnung, Dreisatz, Flächen- und Volumenberechnung, Textaufgaben z. B. Berechnung von Stoffmengen, Wahrscheinlichkeitsrechnung und Statistik
- Physik: Größen und Einheiten, Mechanik: Grundgrößen und -gesetze der Mechanik, Translation, Rotation, Arbeit und Leistung; Wellen: harmonische Schwingungen und Wellen, Akustik; Wärme: Temperatur, Arbeit und Wärme, Hauptsätze der Wärme, Gasgesetze; Elektrizität: Ladung, Stromstärke, Spannung, Elektrostatisches Feld, Ohm’sches Gesetz, Coulomb’sches Gesetz, Kirchhoff’sche Gesetze, elektrische Leistung, elektrische Arbeit, Amplitude und Frequenz von Wechselstrom, Elektromagnetische Wellen; Optik: geometrische und Wellenoptik, Auge
- Chemie: Atombau: Atomkern, Elektronenhülle, Ordnungszahlen, Atommasse, Elektronegativität, Periodensystem der Elemente, Radioaktivität; Chemische Bindung: Elektronegativität, Ionenbindung, Atombindung (kovalente Bindung), Wasserstoffbrückenbindung, Van der Waals Bindungen; Zustandsformen der Materie: Phasen und -übergänge, Stoffe, Gemische, Lösungen, hydrophil/hydrophob; Chemische Reaktionen, Formelschreibweise, Stöchiometrie exotherm/endotherm und exergon/endergon, Massenwirkungsgesetz und Gleichgewichte, Aktivierungsenergie, Katalysator, Reaktionsgeschwindigkeit; Chemische Berechnungen: Stoffmenge und molare Masse, Konzentrationen, Verdünnungen; Oxidation/Reduktion: Redoxreaktionen, Oxidationszahlen, Galvanisches Element, Spannungsreihe; Organische Moleküle: Kohlenstoff, funktionelle Gruppen, Alkane, Alkene, Alkine, Alkohole, Aldehyde, Ketone, Carbonsäuren, Ester, Aromaten (Benzol), Kohlenhydrate, Proteine, Fette, Isomerie und Mesomerie; Säure/Base: pH-Wert, Säuren/Basen nach Brönsted, Autoprotolyse des Wassers, Säurestärke, häufig verwendete Säuren, Basen, Salze, Puffer
- Biologie: Cytologie, Prokaryonten, Eukaryonten, Zellaufbau, Membranen und Organellen, Zellteilung, Mitose, Meiose, Keimzellen, Viren; Prinzipien der Signalweitergabe: Hormone, Nervenreizleitung; Prinzipien des Stoffwechsels: Enzymatische Reaktionen, Regulationsprinzipien, Energieübertragung durch ATP, Glykolyse, Citratzyklus, Atmungskette; klassische Genetik: Gene und Vererbung, Mendelsche Regeln, Erbgänge; Molekulargenetik: Aufbau der DNA, DNA-Replikation und -reparatur, Aufbau des Genoms, Proteinbiosynthese: Transkription, Translation, Mutationen; Gentechnik: Polymerasekettenreaktion, Klonierung; Evolution: Darwinsche Theorie, Endosymbiontentheorie